# Aspila planaltina
Aspila planaltina là một loài bướm đêm trong họ Noctuidae.